# Unterseeboot 235
Le Unterseeboot 235 (ou U-235) est un sous-marin allemand (U-Boot) de type VII.C utilisé par la Kriegsmarine (marine de guerre allemande) pendant la Seconde Guerre mondiale

## Historique
Mis en service le 19 décembre 1942, l'Unterseeboot 235 reçoit sa formation de base à Kiel en Allemagne au sein de la 5. Unterseebootsflottille jusqu'au 20 mai 1943.
L'U-235 est coulé le 14 mai 1943 dans les chantiers Germaniawerft à Kiel par des bombes américaines. Il est renfloué, réparé et retourne en service le 29 octobre 1943 au sein de la 22. Unterseebootsflottille à Gotenhafen en tant que navire-école.
Le 2 avril 1945, il rejoint la formation de combat de la 31. Unterseebootsflottille à Hambourg. 
Le 14 avril 1945, l'U-235 se dirige vers la Norvège avec l'U-1272[réf. nécessaire] quand ils rencontrent un convoi allemand protégé par le torpilleur T-17. Ce convoi est averti de la présence d'un sous-marin britannique. L'U-1272 plonge hors d'atteinte, mais l'U-235 fait (ou reste) en surface, puis plonge aussi. Le torpilleur T-17 l'attaque en lui lançant des charges de profondeur et le coule à 7 heures du matin à la position géographique de 58° 09′ N, 10° 48′ E. Sur le torpilleur T-17, la célébration de la supposée victoire s'interrompt net lorsque, parmi les débris, apparaissent des cadavres en uniformes de la Kriegsmarine. 
Ce tir fratricide coûte la vie aux quarante-sept sous-mariniers membres d'équipage de l'U-235.

## Affectations successives
- 5. Unterseebootsflottille à Kiel du 19 décembre 1942 au 20 mai 1943 (entrainement)
- 22. Unterseebootsflottille à Gotenhafen du 29 octobre 1943 au 1er avril 1945 (navire-école)
- 31. Unterseebootsflottille à Hambourg du 2 au 14 avril 1945 (service actif)

## Commandement
- Oberleutnant zur See Goske von Möllendorff du 19 décembre 1942 au 19 janvier 1943
- Oberleutnant zur See Klaus-Helmuth Becker du 20 janvier au 20 mai 1943
- Oberleutnant zur See Hans-Erich Kummetz du 29 octobre 1943 au 1er avril 1945
- Kapitänleutnant Friedrich Huisgen du 2 au 14 avril 1945

## Navires coulés
L'Unterseeboot 235 n'a ni coulé, ni endommagé de navire ennemi, n'ayant participé à aucune patrouille, car il n'a servi qu'à des missions d'entraînement et de formation.

### Référence
1. ↑  Kemp, p. 249
2. ↑  (en) « Uboat.net », sur uboat.net (consulté le 11 avril 2023).

### Source
- (en) Cet article est partiellement ou en totalité issu de l’article de Wikipédia en anglais intitulé « German submarine U-235 » (voir la liste des auteurs).